# جان بول أولينجر
جان بول أولينجر (مواليد 17 مارس 1943) هو مبارز بالسيف لوكسمبورغي، مثّل بلاده في الألعاب الأولمبية الصيفية 1960.

## روابط رياضية
جان بول أولينجر على موقع أوليمبيديا (الإنجليزية)